# Mathieu Orfila
Mathieu Joseph Bonaventure Orfila (på katalansk Mateu Josep Bonaventura Orfila i Rotger) (født 24. april 1787, død 12. marts 1853) var en spanskfødt fransk toksikolog og kemiker, der grundlagde videnskaben toksikologi.

## Historie
Orfila blev født i Mahon på Menorca, Spanien. Han var søn af en købmand. Han ville først følge farens fodspor og tage til søs for at livnære sig, men en sørejse som femtenårig til Sardinien, Sicilien og Egypten var ikke godt nok.
Han begyndte efterfølgende med medicinstudier ved universiteterne i Valencia og Barcelona. Der gjorde han sucsess, og myndighederne i Barcelona gav ham derfor et stipend så at han kunne fortsætte studiene i Madrid og Paris før de planlagde at udnævne ham til professor.
Han havde så vidt flyttet til Paris da udbruddet af en væbnet konflikt i 1807 truet med at ødelægge hans mål. Imidlertid fandt han en læremester i kemikeren Louis Nicolas Vauquelin, som tog ham ind som elev og reddede ham fra at blive kastet ud af Paris.
Han tog eksamen fire år senere og begyndte ganske umiddelbart at give private forelæsninger om kemi i den franske hovedstad. Han blev udnævnt til professor i 1819 og etterfulgte Vauquelin som professor i kemi ved Det medicinske fakultet i 1823. Han blev udnævnt til dekan på samme fakultet i 1830.